# Snödroppsträd
Snödroppsträd (Halesia carolina) är en storaxväxtart som beskrevs av Carl von Linné. Snödroppsträd ingår i släktet snödroppsträdssläktet, och familjen storaxväxter. Inga underarter finns listade i Catalogue of Life.

## Bildgalleri

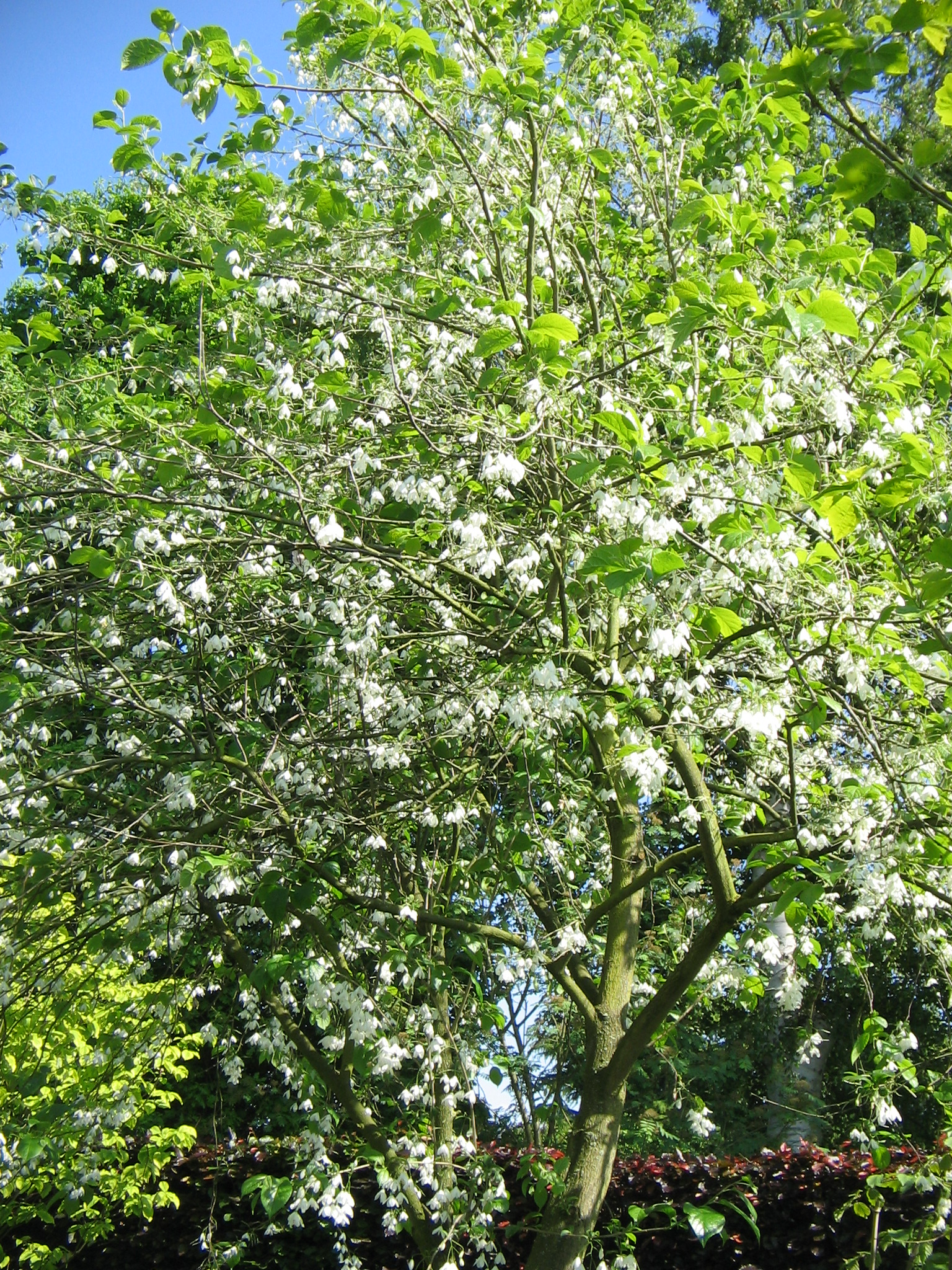
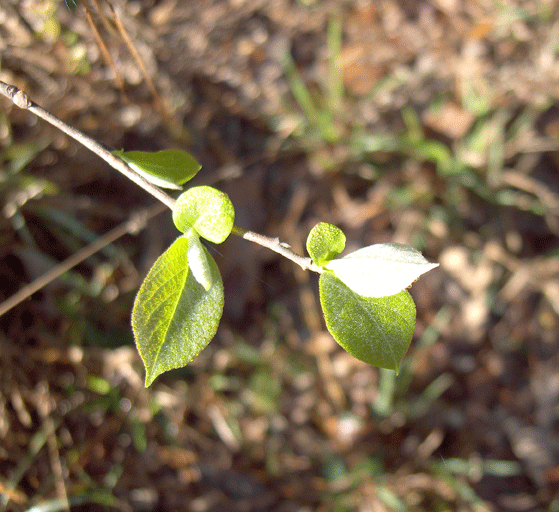
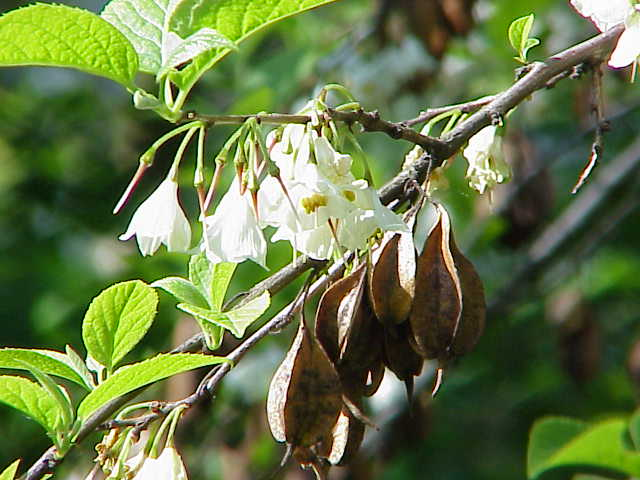
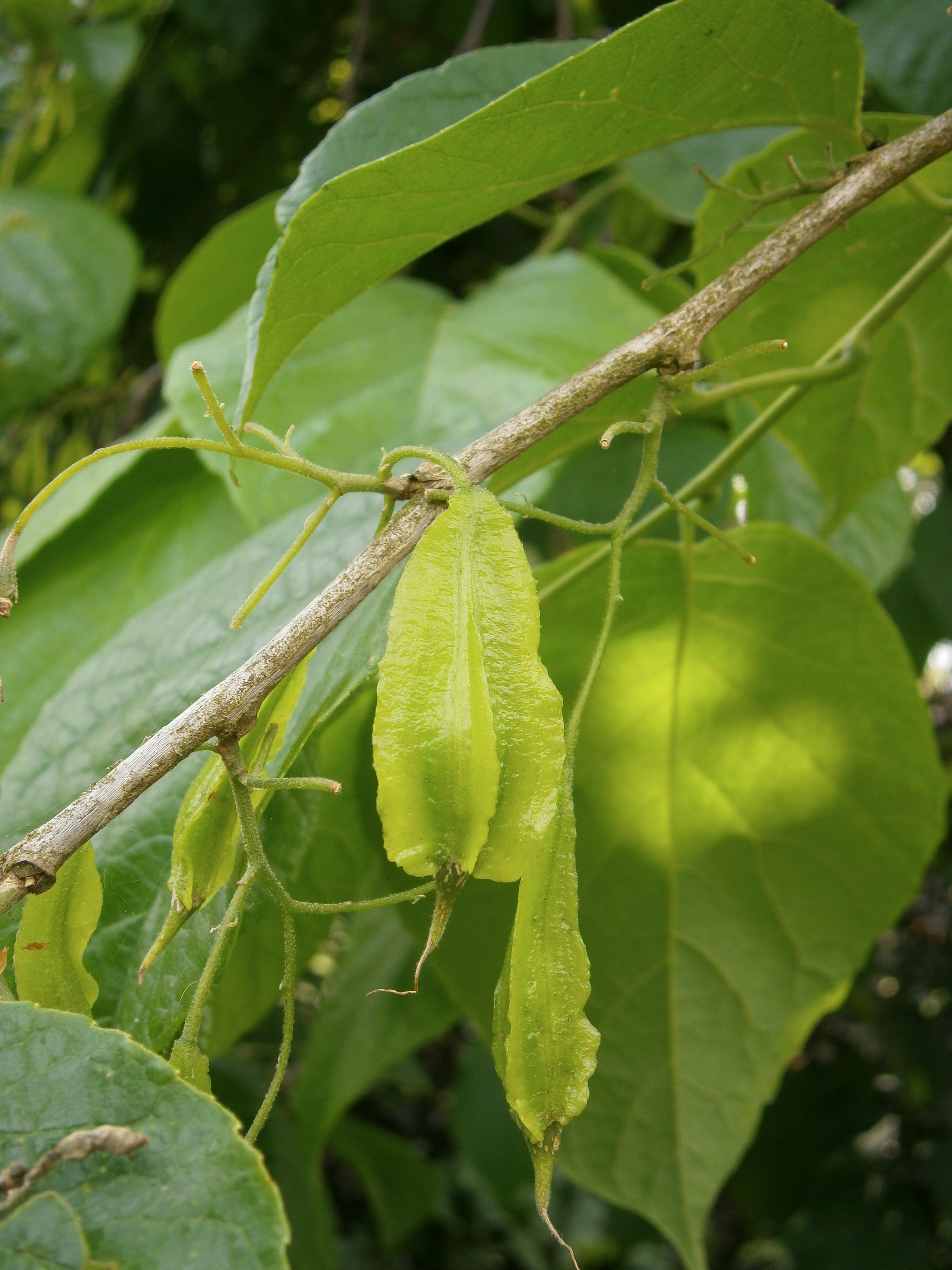
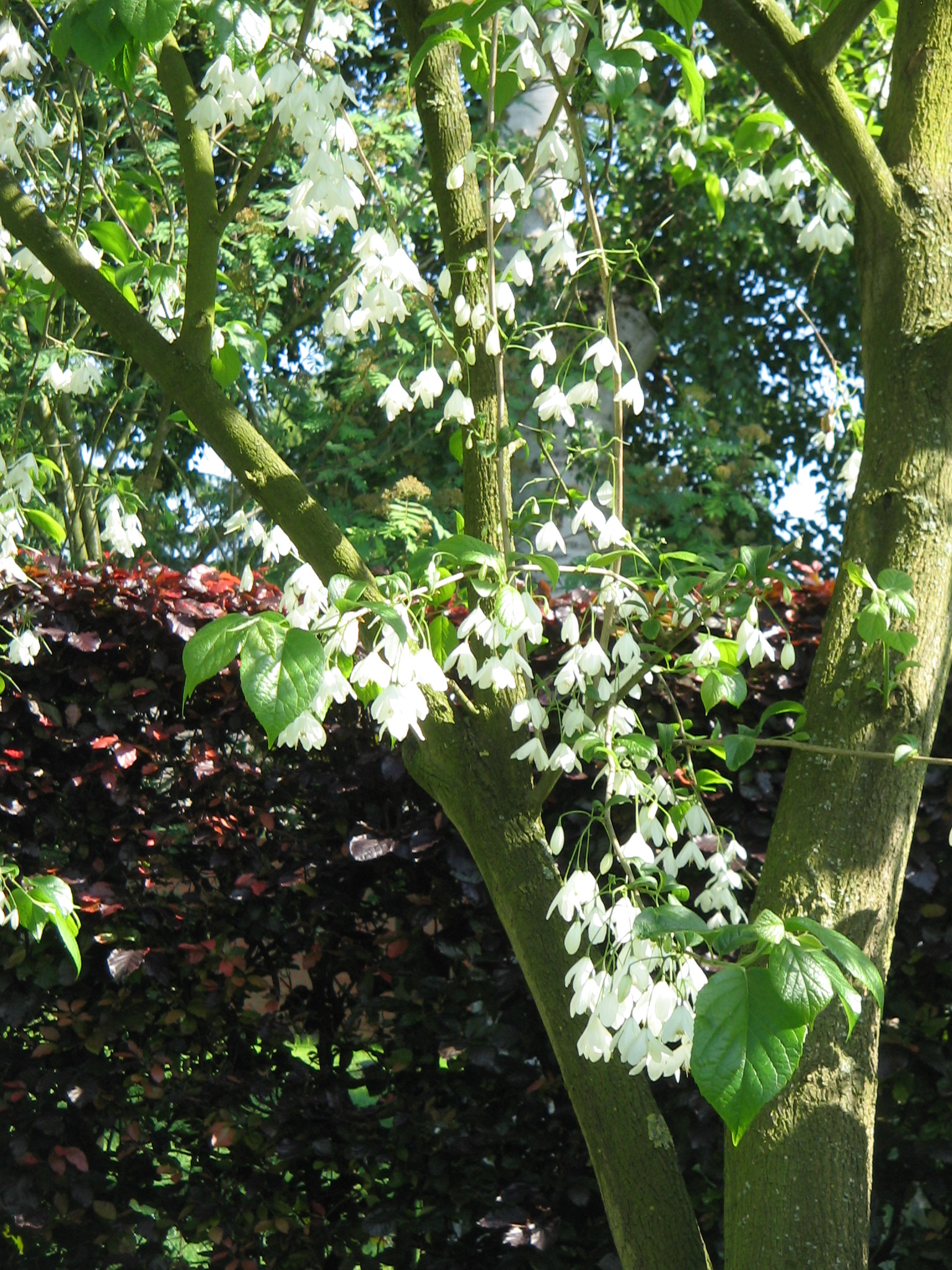
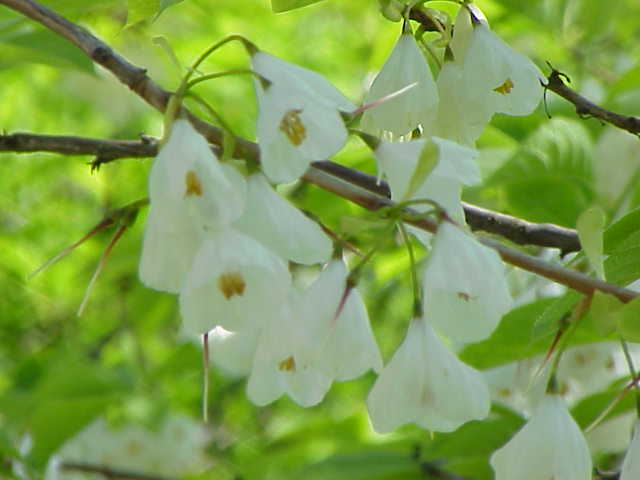